# 油津・夏井道路
油津・夏井道路（あぶらつ・なついどうろ）は、宮崎県日南市及び串間市、鹿児島県志布志市を通る延長20.5kmの国道220号バイパスである。
全線が東九州自動車道（高速自動車国道、路線番号はE78）に並行する一般国道自動車専用道路である。日南・志布志道路の一部であり、2019年（平成31年）油津区間、串間・夏井区間が新規事業化された。

## 概要
油津区間
- 起点：宮崎県日南市平野
- 終点：宮崎県日南市南郷町中村甲
- 全長：6.4km
- 車線数：完成2車線
- 設計速度：80km/h

串間・夏井区間
- 起点：宮崎県串間市串間
- 終点：鹿児島県志布志市志布志町帖
- 全長：14.1km
- 車線数：完成2車線
- 設計速度：80km/h

## 沿革
- 2019年（平成31年）
  - 3月1日：油津IC - 南郷IC(6.4 km)、奈留IC - 夏井IC(14.1 km)が国道220号油津・夏井道路として新規事業採択時評価の候補路線となる[3]。
  - 3月29日 - 油津IC - 南郷IC、奈留IC - 夏井IC間が事業化[4][5]。

## インターチェンジなど
- IC番号欄の背景色が■である部分については道路が供用開始済みの区間を示している。また、施設名欄の背景色が■である部分は施設が供用されていない、または完成していないことを示す。なお、未開通区間の名称は仮称である。
- スマートICは背景色■で示す。
- ハーフICは備考欄に通行可能となる出入口を記してある。
- 路線名の特記がないものは市町道。
- BSのうち、○/●は運用中、◆は休止中の施設。無印はBSなし。

凡例
JCT : ジャンクション、IC : インターチェンジ、SIC : スマートインターチェンジ、SA : サービスエリア、PA : パーキングエリア、BS : バスストップ、TB : 本線料金所、TN : トンネル
| IC 番号                                                        | 施設名         | 接続路線名                                | 北九州JCT から (km) | 夏井から (km) | BS | 備考                 | 所在地   | 所在地   |
| -------------------------------------------------------------- | -------------- | ----------------------------------------- | ------------------- | ------------- | -- | -------------------- | -------- | -------- |
| 日南・志布志道路日南区間(E78 東九州自動車道 宮崎・大分方面)    |                |                                           |                     |               |    |                      |          |          |
| -                                                              | 油津IC（仮称） | 国道222号                                 | 343.5               |               | -  | 日南東郷IC方面事業中 | 宮崎県   | 日南市   |
| -                                                              | 南郷IC（仮称） | 国道220号（現道） 宮崎県道436号日南南郷線 | 349.9               |               | -  |                      | 宮崎県   | 日南市   |
| 南郷奈留道路                                                   |                |                                           |                     |               |    |                      | 宮崎県   | 日南市   |
| -                                                              | 奈留IC（仮称） | 国道220号（現道）                         | 363.2               | 14.1          | -  |                      | 宮崎県   | 串間市   |
| -                                                              | 串間IC（仮称） | 鹿児島県道・宮崎県道112号今別府串間線     | 367.1               | 10.2          | -  |                      | 宮崎県   | 串間市   |
| -                                                              | 夏井IC（仮称） |                                           | 377.3               | 0.0           | -  | 事業中               | 鹿児島県 | 志布志市 |
| 日南・志布志道路志布志区間(E78 東九州自動車道 鹿屋串良JCT方面) |                |                                           |                     |               |    |                      |          |          |